# ريتشارد إل. بيشوب
ريتشارد إل. بيشوب (بالإنجليزية: Richard L. Bishop) هو رياضياتي أمريكي، ولد في 1932.